# Henri Büsser

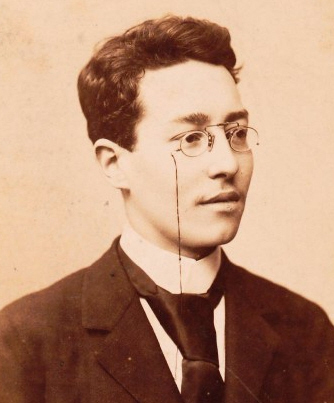
Henri Büsser, 1895

Paul Henri Büsser (* 16. Januar 1872 in Toulouse; † 30. Dezember 1973 in Paris), Schreibweise des Nachnamens auch Busser, war ein französischer Komponist und Musikpädagoge.

## Leben
Henri Büsser war ein Sohn des aus der Schweiz stammenden Sängers, Organisten und Komponisten, Fritz Büsser (1845–1878). Er war in Toulouse Schüler von Aloys Kunc. 1885 trat er in Paris in die nach Louis Niedermeyer benannte École Niedermeyer de Paris ein und studierte ab 1889 am Pariser Konservatorium bei César Franck und Charles-Marie Widor. Außerdem erhielt er von Ernest Guiraud, Charles Gounod und Jules Massenet Kompositionsunterricht. 1893 gewann er den deuxièmme premier grand Prix de Rome. Nach seiner Rückkehr war er Kapellmeister am Théâtre du Château d’eau, an der Opéra-Comique und der Grand Opéra. Ab 1921 leitete er eine Kompositionsklasse am Paris Konservatorium. Als sein wichtigster Schüler gilt Henri Dutilleux.
Büsser komponierte mehrere Opern, ein Ballett, Bühnenmusiken, sinfonische Dichtungen, Konzertouvertüren und Orchestersuiten, sechs Messen, mehr als dreißig Motetten, ein Magnificat, Stücke für die Orgel und Klavier, Chöre und Lieder. Sein an Vorbildern des 19. Jahrhunderts wie Camille Saint-Saëns, Charles Gounod und Richard Wagner orientierter Stil galt schon zu Lebzeiten als sehr konservativ.

## Ehrungen
- Kommandeur der Ehrenlegion
- Mitglied der Académie des Beaux-Arts (1938)

## Werke (Auswahl)
- Daphnis et Chloé, 1897
- Le Miracle de perles, 1898
- Colomba, 1921
- Les Noces corinthiennes, 1922
- La Pie borgne, 1927
- Rhapsodie Arménienne, 1930
- Le Carrosse du Saint-Sacrement, 1948
- Roxelane, 1948
- Diafoirus 60, 1963
- La Vénus d’Ille, 1964
- Deux Pièces sur des Noëls populaires für Orgel op. 82